# Cattleya moduloi
Cattleya moduloi är en orkidéart som beskrevs av Lou Christian Menezes. Cattleya moduloi ingår i släktet Cattleya och familjen orkidéer. Inga underarter finns listade i Catalogue of Life.